# Bernd Rosemeyer (Mediziner)

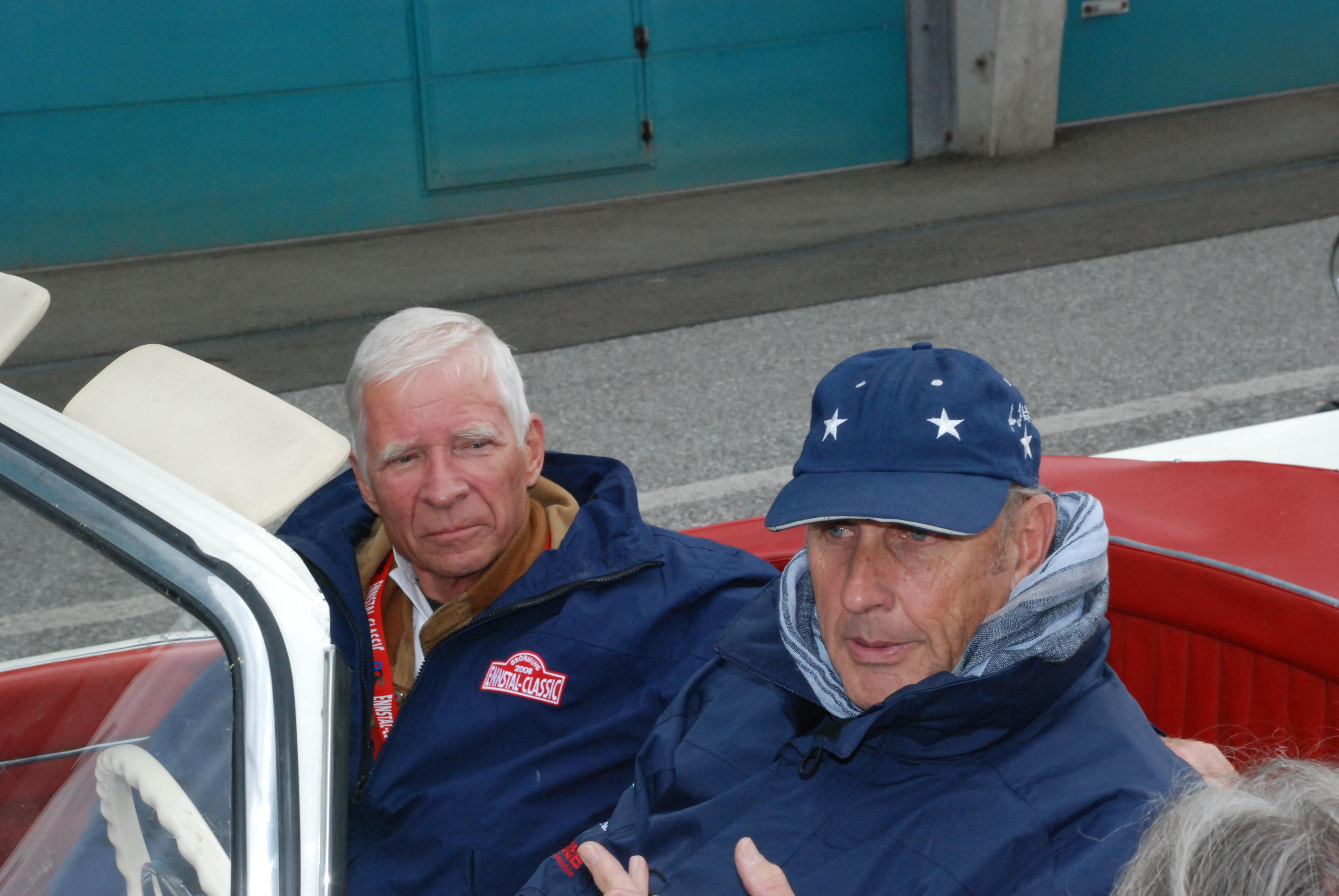
Bernd Rosemeyer (links) mit Hans-Joachim Stuck 2008

Bernd Rosemeyer (* 12. November 1937 in Berlin; † 31. Mai 2020) war ein deutscher Arzt, Professor der Orthopädie, Sportmediziner und Autor medizinischer Fachbücher. Er war der Sohn des Rennfahrers Bernd Rosemeyer und der Flugpionierin Elly Beinhorn. 

## Leben
Bernd Rosemeyer jr wurde am 12. November 1937 als Sohn des Rennfahrers Bernd Rosemeyer und der Flugpionierin Elly Beinhorn geboren. 
Das Medizinstudium absolvierte er in Kiel, Innsbruck, München und Freiburg im Breisgau. Er wurde 1963 in Freiburg mit der Dissertation Das Verhalten des Fußlängsgewölbes beim normalen Gehakt promoviert und 1971 Facharzt für Orthopädie, ab 1972 mit der Zusatzbezeichnung „Sportmedizin“. 1974 habilitierte er sich an der Ludwig-Maximilians-Universität München und lehrte ab 1980 als außerplanmäßiger Professor an der ehemals staatlichen Orthopädischen Klinik der Universität München in der Harlachinger Straße 51 (heutiges Orthozentrum München unter der Trägerschaft der Schön Klinik). Dort war er fast 30 Jahre lang beschäftigt, zuletzt als Medizinaldirektor. 1986 folgte er dem Ruf auf den Lehrstuhl für Orthopädie der Universität München. In den 1980er Jahren trat er als Professor in der ZDF-Sendung Enorm in Form in Erscheinung. 1997 wechselte er zur Privatklinik Josephinum. Danach war er in der Orthopädisch-Chirurgischen Gemeinschaftspraxis im Medizinischen Versorgungszentrum am Nordbad in München tätig und bis zuletzt 1. Vorsitzender des Vereins zur Förderung der Orthopädie und Sportmedizin in München e. V.
Er war bis 1994 Mitherausgeber der sportorthopädischen Zeitschrift Sportverletzung · Sportschaden und anschließend der Zeitschrift Sportorthopädie-Sporttraumatologie (1995–1998).
Er war mit der Innenarchitektin und Unternehmerin Michaela Rosemeyer-Gräfin zu Castell-Rüdenhausen (1945–2011), einer Tochter der österreichischen Schauspielerin Luise Ullrich und des Flugpioniers Wulf-Diether Graf zu Castell-Rüdenhausen, verheiratet. Aus dieser Ehe stammen zwei Kinder.
Bernd Rosemeyer starb am 31. Mai 2020 im Alter von 82 Jahren.

## Publikationen
- Immobilisationsosteoporose. Tierexperimentelle Untersuchungen zur Reversibilität der Immobilisationsosteoporose nach Ruhigstellung im Gipsverband. (= Bücherei des Orthopäden. Band 17). Enke Verlag, Stuttgart 1977, ISBN 3-432-89001-X.
- mit Wolfgang Pförringer, Heinz-Werner Bär: Sporttraumatologie. Sportartentypische Schäden und Verletzungen. (= Beiträge zur Sportmedizin. Band 15). Perimed-Fachbuch-Verlagsgesellschaft, Erlangen 1981, ISBN 3-88429-076-2.
- mit Wolfgang Pförringer, Heinz-Werner Bär: Sport – Trauma und Belastung. (= Beiträge zur Sportmedizin. Band 24). Perimed-Fachbuch-Verlagsgesellschaft, Erlangen 1985, ISBN 978-3884292419.
- mit Klaus E. Jopp: Praktisches Kursbuch Rücken. Anatomie, vorbeugen und heilen, Rücken und Psyche, Gymnastik für Kinder. Weltbild, Augsburg 1999, ISBN 3-89604-750-7.
- mit Felix Tretter, Wolfgang Fries [u. a]: Fahreignung: bei Krankheit, Verletzung, Alter, Medikamenten, Alkohol und Drogen. Ein Leitfaden für die juristische und medizinische Praxis. 2. Auflage. Beck, München 2008, ISBN 978-3-406-57659-1.